# Aptrootia terricola
Aptrootia terricola är en svampart som först beskrevs av Aptroot, och fick sitt nu gällande namn av Lücking, Umaña & Chaves. Aptrootia terricola ingår i släktet Aptrootia och familjen Trypetheliaceae.   Inga underarter finns listade i Catalogue of Life.